# Eliminacje CONMEBOL na Igrzyska Olimpijskie 2020
Turniej przedolimpijski CONMEBOL 2020 będzie trzynastą edycją eliminacji na Igrzyska Olimpijskie ze strefy CONMEBOL w celu wyznaczenia, która męska drużyna narodowa U-23 z regionu Ameryki Południowej wystąpi na letnich Igrzyskach Olimpijskich w piłce nożnej.
W sierpniu 2018 r. CONMEBOL ogłosił powrót turnieju przedolimpijskiego po 16 latach nieobecności, który będzie miał miejsce w 2020 r. w Kolumbii. Ostatnia edycja tego turnieju odbyła się w Chile w 2004. Od 2008 do 2016 na letnie Igrzyska Olimpijskie w piłce nożnej drużyny kwalifikowały się poprzez Mistrzostwa Ameryki Południowej U-20.
Dwie najlepsze drużyny zakwalifikują się na Igrzyska Olimpijski 2020 w Japonii jako przedstawiciel CONMEBOL.

## Uczestnicy
- Argentyna U-23
- Boliwia U-23
- Brazylia U-23
- Chile U-23
- Ekwador U-23
- Kolumbia U-23 (gospodarz)
- Paragwaj U-23
- Peru U-23
- Urugwaj U-23
- Wenezuela U-23

## Gospodarz
14 sierpnia 2018 w Luque rada CONMEBOL ogłosiła, że Kolumbia zostanie gospodarzem, a 28 sierpnia 2019 zostały ogłoszone miasta, w których będą rozgrywane mecze, Pereira, Armenia i Bucaramanga.

## Losowanie
Losowanie odbyło się 5 listopada 2019 r. w Bogocie. Dziesięć drużyn zostało podzielonych na dwie grupy po pięć zespołów. Kolumbia jako gospodarz i Brazylia zarówno jako obecny mistrz olimpijski i najlepsza drużyna z rankingu FIFA (październik 2019), zostali umieszczeni odpowiednio w grupie A i B i przydzieleni do pozycji 1 w swoich grupach, podczas gdy pozostałe 8 drużyn zostały rozlosowane na podstawie rankingu FIFA (październik 2019), pozycje tych 8 drużyn w swoich grupach zostały również rozlosowane.
| Przydzieleni                                                                              | Koszyk 1                            | Koszyk 2                       | Koszyk 3                               | Koszyk 4                            |
| ----------------------------------------------------------------------------------------- | ----------------------------------- | ------------------------------ | -------------------------------------- | ----------------------------------- |
| Kolumbia U-23 (10) (gospodarz, przydzielony do A1) Brazylia U-23 (3) (przydzielony do B1) | Urugwaj U-23 (5) Argentyna U-23 (9) | Chile U-23 (17) Peru U-23 (19) | Wenezuela U-23 (26) Paragwaj U-23 (41) | Ekwador U-23 (63) Boliwia U-23 (75) |

## Sędziowie
4 grudnia 2019 r. CONMEBOL ogłosił w sumie 12 sędziów i 20 asystujących sędziów wyznaczonych na turniej przez komisję sędziowską CONMEBOL.
| - Facundo Tello i Darío Herrera - Asystenci: Julio Fernández i Cristian Navarro - Ivo Méndez - Asystenci: Juan Pablo Montaño i Ariel Guizada - Rodolpho Toski - Asystenci: Kleber Lucio Gil i Fabricio Vilarinho - Piero Maza - Asystenci: Alejandro Molina i Claudio Urrutia - Franklin Congo - Asystenci: Juan Carlos Macías i Ricardo Baren |  | - Nicolás Gallo - Asystenci: Dionisio Ruiz i Sebastián Vela - Eber Aquino - Asystenci: Juan Zorrilla i Darío Gaona - Kevin Ortega - Asystenci: Jonny Bossio i Jesús Sánchez - Esteban Ostojich i Andrés Matonte - Asystenci: Carlos Barreiro i Horacio Ferreiro - Ángel Arteaga - Asystenci: Lubin Torrealba i Tulio Moreno |

## Pierwszy etap
Dwie najlepsze drużyny z obu grup przechodzą do finałowego etapu.

### Tiebreakers
Miejsca drużyna na koniec pierwszego etapu są ustalane w następujący sposób (art.8 regulamin):
1. Uzyskane punkty we wszystkich meczach grupowych (trzy punkty za zwycięstwo, jeden za remis, brak za porażkę)
2. Różnica bramek we wszystkich meczach grupowych
3. Liczba bramek we wszystkich meczach grupowych
4. Punkty uzyskane w meczach rozegranych między danymi drużynami
5. Różnica bramek w meczach rozegranych między danymi drużynami
6. Liczba bramek zdobytych w meczach rozegranych między danymi drużynami
7. Punkty Fair play we wszystkich meczach grupowych (na jednego zawodnika tylko jeden raz mogą zostać odjęte punkty)
8. Losowanie

Zasady Fair play spod punktu 7:
- Żółta kartka: -1 punkt
- Pośrednio czerwona kartka (druga żółta karkat): -3 punkty
- Bezpośrednio czerwona kartka: -4 punkty
- Żółta kartka i bezpośrednia czerwona kartka: -5 punktów

### Grupa A
| Zespół                    | Pkt | M | W | R | P | Br+ | Br− | +/− |
| ------------------------- | --- | - | - | - | - | --- | --- | --- |
| Argentyna U-23            | 12  | 4 | 4 | 0 | 0 | 9   | 2   | +7  |
| Kolumbia U-23 (gospodarz) | 7   | 4 | 2 | 1 | 1 | 7   | 3   | +4  |
| Chile U-23                | 7   | 4 | 2 | 1 | 1 | 4   | 2   | +2  |
| Wenezuela U-23            | 3   | 4 | 1 | 0 | 3 | 3   | 7   | -4  |
| Ekwador U-23              | 0   | 4 | 0 | 0 | 4 | 0   | 9   | -9  |

| 18 stycznia 2020 | Ekwador U-23 | 0:3Raport | Chile U-23 · 59' (sam.) Porozo · 76' Moya · 90+4' Morales | Estadio Hernán Ramírez Villegas, Pereira Sędzia: Ivo Méndez |
|                  |              |           |                                                           |                                                             |

| 18 stycznia 2020 | Kolumbia U-23 · Carrascal 7' | 1:2Raport | Argentyna U-23 · 11' Mac Allister · 51' Gaich | Estadio Hernán Ramírez Villegas, Pereira Sędzia: Esteban Ostojich |
|                  |                              |           |                                               |                                                                   |

| 21 stycznia 2020 | Chile U-23 · Araos 82' | 1:0Raport | Wenezuela U-23 | Estadio Centenario, Armenia Sędzia: Rodolpho Toski |
|                  |                        |           |                |                                                    |

| 21 stycznia 2020 | Kolumbia U-23 · Benedetti 15' · Carrascal 26' · Cetré 32' · Carbonero 87' | 4:0Raport | Ekwador U-23 | Estadio Centenario, Armenia Sędzia: Eber Aquino |
|                  |                                                                           |           |              |                                                 |

| 24 stycznia 2020 | Wenezuela U-23 · Soteldo 25' | 1:0Raport | Ekwador U-23 | Estadio Hernán Ramírez Villegas, Pereira Sędzia: Andrés Matonte |
|                  |                              |           |              |                                                                 |

| 24 stycznia 2020 | Chile U-23 | 0:2Raport | Argentyna U-23 · 8' Capaldo · 57' Pérez | Estadio Hernán Ramírez Villegas, Pereira Sędzia: Kevin Ortega |
|                  |            |           |                                         |                                                               |

| 27 stycznia 2020 | Argentyna U-23 · Mac Allister 12' | 1:0Raport | Ekwador U-23 | Estadio Hernán Ramírez Villegas, Pereira Sędzia: Rodolpho Toski |
|                  |                                   |           |              |                                                                 |

| 27 stycznia 2020 | Kolumbia U-23 · Carrascal 45+2' · Atuesta 71' | 2:1Raport | Wenezuela U-23 · 45+1' Hurtado | Estadio Hernán Ramírez Villegas, Pereira Sędzia: Kevin Ortega |
|                  |                                               |           |                                |                                                               |

| 30 stycznia 2020 | Wenezuela U-23 · Soteldo 27' (k.) | 1:4Raport | Argentyna U-23 · 49' Colombo · 75' Zaracho · 86' Álvarez · 90+1' Bustos | Estadio Hernán Ramírez Villegas, Pereira Sędzia: Ivo Méndez |
|                  |                                   |           |                                                                         |                                                             |

| 30 stycznia 2020 | Kolumbia U-23 | 0:0Raport | Chile U-23 | Estadio Hernán Ramírez Villegas, Pereira Sędzia: Eber Aquino |
|                  |               |           |            |                                                              |

### Grupa B
| Zespół        | Pkt | M | W | R | P | Br+ | Br− | +/− |
| ------------- | --- | - | - | - | - | --- | --- | --- |
| Brazylia U-23 | 12  | 4 | 4 | 0 | 0 | 11  | 5   | +6  |
| Urugwaj U-23  | 6   | 4 | 2 | 0 | 2 | 5   | 6   | -1  |
| Boliwia U-23  | 6   | 4 | 2 | 0 | 2 | 8   | 10  | -2  |
| Paragwaj U-23 | 3   | 4 | 1 | 0 | 3 | 5   | 6   | -1  |
| Peru U-23     | 3   | 4 | 1 | 0 | 3 | 4   | 6   | -2  |

| 19 stycznia 2020 | Urugwaj U-23 · Rossi 48' | 1:0Raport | Paragwaj U-23 | Estadio Centenario, Armenia Sędzia: Piero Maza |
|                  |                          |           |               |                                                |

| 19 stycznia 2020 | Brazylia U-23 · Paulinho 43' | 1:0Raport | Peru U-23 | Estadio Centenario, Armenia Sędzia: Ángel Arteaga |
|                  |                              |           |           |                                                   |

| 22 stycznia 2020 | Paragwaj U-23 · Bareiro 45', 88' | 2:0Raport | Boliwia U-23 | Estadio Hernán Ramírez Villegas, Pereira Sędzia: Nicolás Gallo |
|                  |                                  |           |              |                                                                |

| 22 stycznia 2020 | Brazylia U-23 · Pedrinho 14' · Cunha 31' (k.) · Pepê 77' | 3:1Raport | Urugwaj U-23 · 80' Bueno | Estadio Hernán Ramírez Villegas, Pereira Sędzia: Facundo Tello |
|                  |                                                          |           |                          |                                                                |

| 25 stycznia 2020 | Boliwia U-23 · Villarroel 25' (k.) · Abrego 59' · Saldías 90+4' | 3:2Raport | Urugwaj U-23 · 78' J. Rodríguez · 80' Viñas | Estadio Centenario, Armenia Sędzia: Franklin Congo |
|                  |                                                                 |           |                                             |                                                    |

| 25 stycznia 2020 | Paragwaj U-23 · Salcedo 15' · Díaz 16' | 2:3Raport | Peru U-23 · 53' Gonzáles · 71' Carranza · 74' (sam.) Arzamendia | Estadio Centenario, Armenia Sędzia: Darío Herrera |
|                  |                                        |           |                                                                 |                                                   |

| 28 stycznia 2020 | Peru U-23 | 0:1Raport | Urugwaj U-23 · 11' Ginella | Estadio Centenario, Armenia Sędzia: Ángel Arteaga |
|                  |           |           |                            |                                                   |

| 28 stycznia 2020 | Brazylia U-23 · Antony 3' · Cunha 16' · Guga 39' · Reinier 61' · Pepê 90+5' | 5:3Raport | Boliwia U-23 · 20', 71' Abrego · 79' Reyes | Estadio Centenario, Armenia Sędzia: Facundo Tello |
|                  |                                                                             |           |                                            |                                                   |

| 31 stycznia 2020 | Boliwia U-23 · Villarroel 69' · Saldías 75' (k.) | 2:1Raport | Peru U-23 · 90+6' Luján | Estadio Centenario, Armenia Sędzia: Nicolás Gallo |
|                  |                                                  |           |                         |                                                   |

| 31 stycznia 2020 | Brazylia U-23 · Paulinho 75' · Pepê 89' | 2:1Raport | Paragwaj U-23 · 61' R. Fernández | Estadio Centenario, Armenia Sędzia: Piero Maza |
|                  |                                         |           |                                  |                                                |

## Finałowy etap
Miejsca drużyn na koniec finałowego etapu są ustalane przy użyciu tych samych kryteriów co w pierwszym etapie, biorąc pod uwagę mecze tylko w finałowym etapie.
| Zespół                    | Pkt | M | W | R | P | Br+ | Br− | +/− |
| ------------------------- | --- | - | - | - | - | --- | --- | --- |
| Argentyna U-23            | 6   | 3 | 2 | 0 | 1 | 5   | 6   | -1  |
| Brazylia U-23             | 5   | 3 | 1 | 2 | 0 | 5   | 2   | +3  |
| Urugwaj U-23              | 4   | 3 | 1 | 1 | 1 | 6   | 5   | +1  |
| Kolumbia U-23 (gospodarz) | 1   | 3 | 0 | 1 | 2 | 3   | 6   | -3  |

| 3 lutego 2020 | Argentyna U-23 · Mac Allister 18', 55' · Vera 39' | 3:2Raport | Urugwaj U-23 · 67' Ramírez · 90+3' Arezo | Estadio Alfonso López, Bucaramanga Sędzia: Kevin Ortega |
|               |                                                   |           |                                          |                                                         |

| 3 lutego 2020 | Brazylia U-23 · Cunha 71' | 1:1Raport | Kolumbia U-23 · 21' Cetré | Estadio Alfonso López, Bucaramanga Sędzia: Ángel Arteaga |
|               |                           |           |                           |                                                          |

| 6 lutego 2020 | Brazylia U-23 · De Arruabarrena 40' (sam.) | 1:1Raport | Urugwaj U-23 · 35' Ugarte | Estadio Alfonso López, Bucaramanga Sędzia: Eber Aquino |
|               |                                            |           |                           |                                                        |

| 6 lutego 2020 | Argentyna U-23 · Urzi 50' · Pérez 53' | 2:1Raport | Kolumbia U-23 · 67' (k.) Cetré | Estadio Alfonso López, Bucaramanga Sędzia: Piero Maza |
|               |                                       |           |                                |                                                       |

| 9 lutego 2020 | Kolumbia U-23 · Cetré 78' | 1:3Raport | Urugwaj U-23 · 28' Ramírez · 53' Sanabria · 61' J. Rodríguez | Estadio Alfonso López, Bucaramanga Sędzia: Guillermo Guerrero |
|               |                           |           |                                                              |                                                               |

| 9 lutego 2020 | Argentyna U-23 | 0:3Raport | Brazylia U-23 · 13' Paulinho · 30', 55' Cunha | Estadio Alfonso López, Bucaramanga Sędzia: Alexis Herrera |
|               |                |           |                                               |                                                           |

## Zakwalifikowane drużyny na Letnie Igrzyska Olimpijskie
Dwie najlepsze drużny kwalifikują się na Letnie Igrzyska Olimpijskie 2020
| Zespół         | Zakwalifikowany dnia | Poprzednie występy na Letnich Igrzyskach Olimpijskich                             |
| -------------- | -------------------- | --------------------------------------------------------------------------------- |
| Argentyna U-23 | 6 lutego 2020 r.     | 8 (1928, 1960, 1964, 1988, 1996, 2004, 2008, 2016)                                |
| Brazylia U-23  | 9 lutego 2020 r.     | 13 (1952, 1960, 1964, 1968, 1972, 1976, 1984, 1988, 1996, 2000, 2008, 2012, 2016) |

- Pogrubienie oznacza zwycięzcę, a kursywa gospodarza w danym roku.